# Acido norstictico

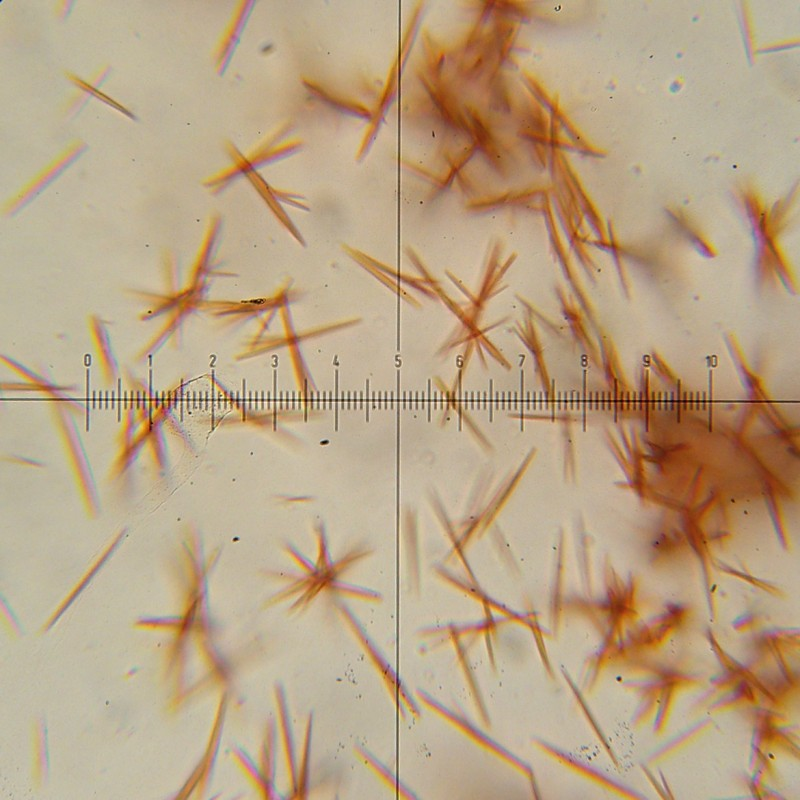
Cristalli di acido norstictico al microscopio

L'acido norstictico è un composto organico aromatico, prodotto del metabolismo secondario di alcune specie di licheni.